# Aeropuerto de Anádyr-Úgolny

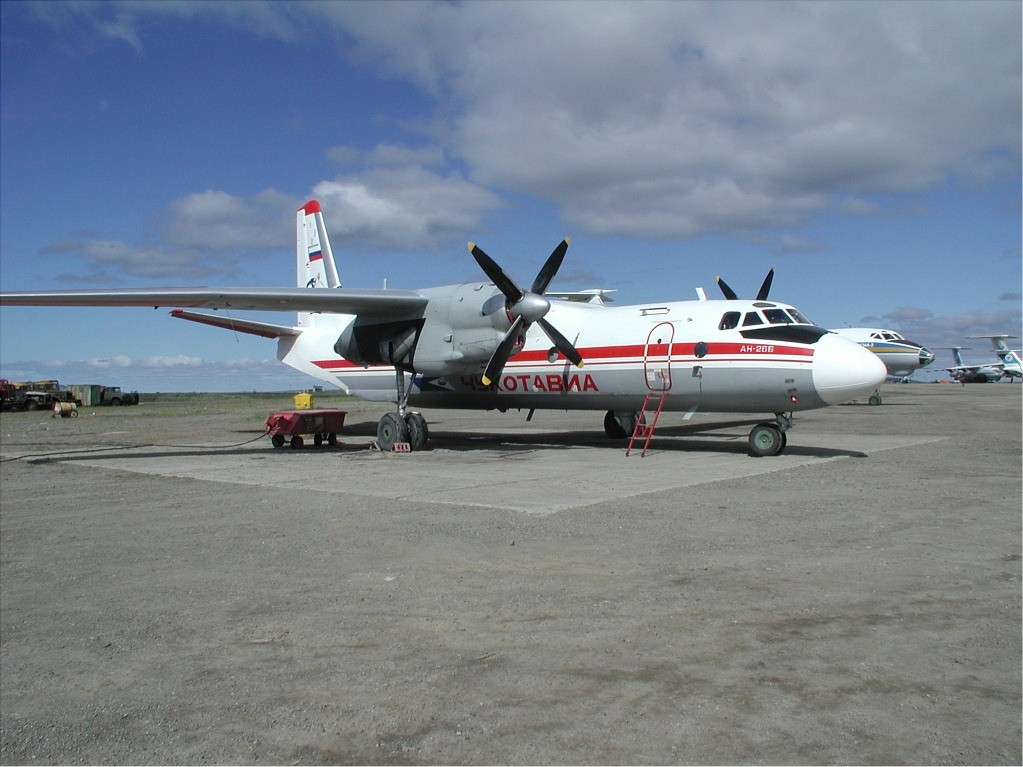
Antonov An-26 de ChukotAvia

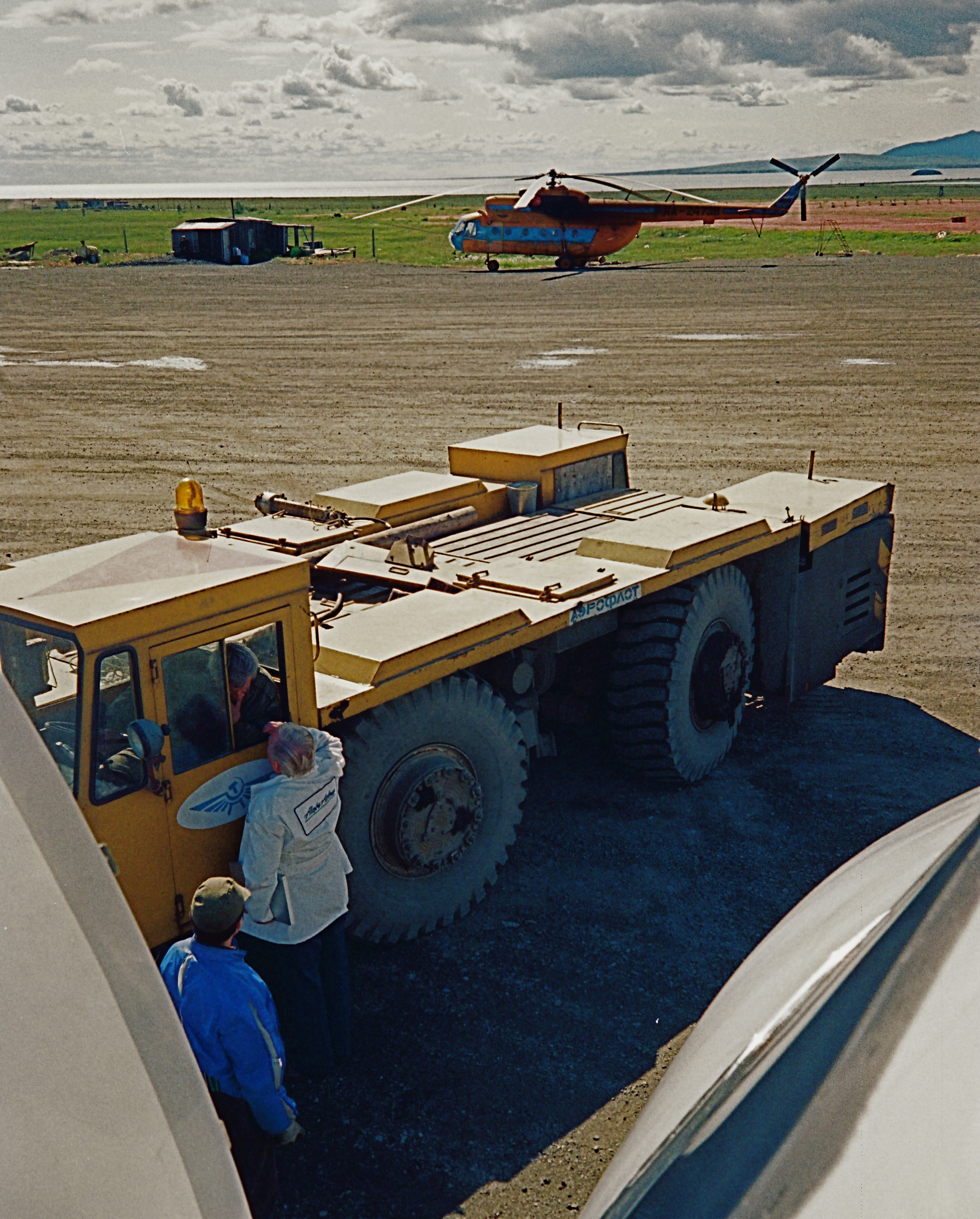
Tractor de retroceso en Anádyr

El Aeropuerto de Anádyr-Úgolny (en ruso: Аэропорт Анадырь-Угольный; ICAO: UHMA; IATA: DYR) se encuentra 11 km al este de Anádyr y 1 km al este de Úgolny, en el distrito autónomo de Chukotka, Rusia. Es conocido también como Leninka, Ugolnyye Kopi o Ugolnoy.
Es un aeropuerto de uso compartido civil y militar. Está dividido en dos partes: la "Oriental", que incluye el sector civil, con el edificio de la terminal y los servicios de aeropuerto y mantenimiento y la "Occidental" que es el sector militar.
El espacio aéreo está controlado desde el FIR del propio aeropuerto de Anádyr-Ugolny (ICAO: UHMA).
El aeropuerto aparece en la novela norteamericana "Flight of the Old Dog" de Dale Brown.

## Pista
El aeropuerto de Anádyr-Úgolny dispone de una pista de hormigón en dirección 01/19 de 3.500x60 m (11.483x197 pies).
Existe una calle de rodaje paralela a la pista con dos áreas de estacionamiento pavimentadas de 600x80 m que son utilizadas por la aviación militar. La plataforma de estacionamiento civil tiene capacidad para 25 aeronaves.
El pavimento es del tipo 58/R/A/X/T, que permite un peso máximo al despegue de 398 toneladas.
La pista está clasificada como de categoría I y II de ICAO
Es adecuado para ser utilizado por los siguientes tipos de aeronaves : Antonov An-2, Antonov An-12, Antonov An-24, Antonov An-26, Boeing 747, Boeing 767, Boeing 777, Ilyushin Il-18, Ilyushin Il-62, Ilyushin Il-76, Ilyushin Il-96, Tupolev Tu-134, Tupolev Tu-154, Tupolev Tu-204/Tu-214, Yakovlev Yak-40 y clases menores, y todo tipo de helicópteros durante todo el año.
- Limitaciones:[4]

Boeing 747-400 - no más de 2 salidas por día.
Boeing 747-200B, C, F, Boeing 737-800, Ilyushin Il-96-300, - no más de 10 salidas por día.

## Operaciones civiles
| Nombre compañía | Destinos |
| --------------- | --- |
| Bering Air      | Vuelos charter a Anchorage y Nome (Charter)                                                                 |
| ChukotAvia      | Beringovskiy, Egvekinot, Keperveyem, Lavrentiya, Markovo, Pevek, Provideniya, Magadán, Mys Shmidta, Omolón. |
| YakutAvia       | Magadán, Moscú-Vnúkovo, Pevek, Jabárovsk (vía Magadán)                                                      |
| Volga-Dnepr     | Transporte de mercancías.                                                                                   |

## Operaciones militares
El aeródromo fue construido en algún momento de la década de los 50 como base para es despliegue de los bombarderos de largo alcance, como el Tupolev Tu-95 (designación OTAN: Bear) y Tupolev Tu-22M (designación OTAN: Backfire) como aeródromo de "salto", durante los años de Guerra Fría. Posteriormente se convirtió en el eje principal para vuelos civiles en la región de Chukotka.
El mantenimiento de las instalaciones corre a cargo del OGA (Grupo de Control del Ártico).
En el año 2001, el aeródromo fue visitado por aviones Tupolev Tu-95MS (designación OTAN: Bear-H) e Ilyushin Il-78 (designación OTAN: Midas) en un ejercicio desde la base aérea de Enguels. Interceptores como el Sukhoi Su-15TM (designación OTAN: Flagon-E) se basaron en Anádyr desde 1960 hasta la década de los 90.
De manera regular se realizan prácticas de vuelos a la zona ártica de Canadá.

## Enlaces externos

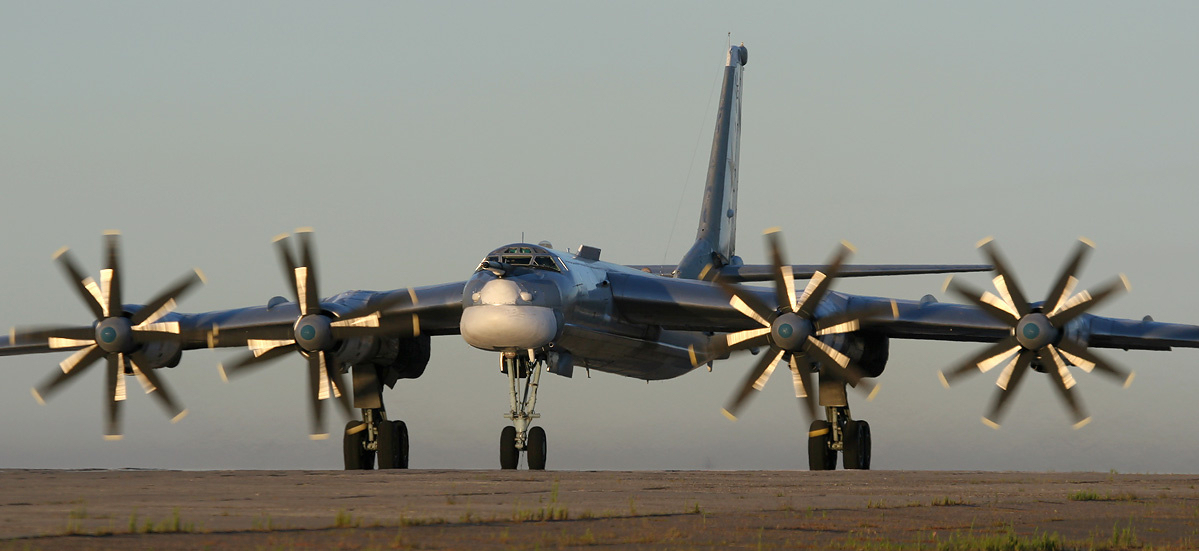
Tu-95 Bear
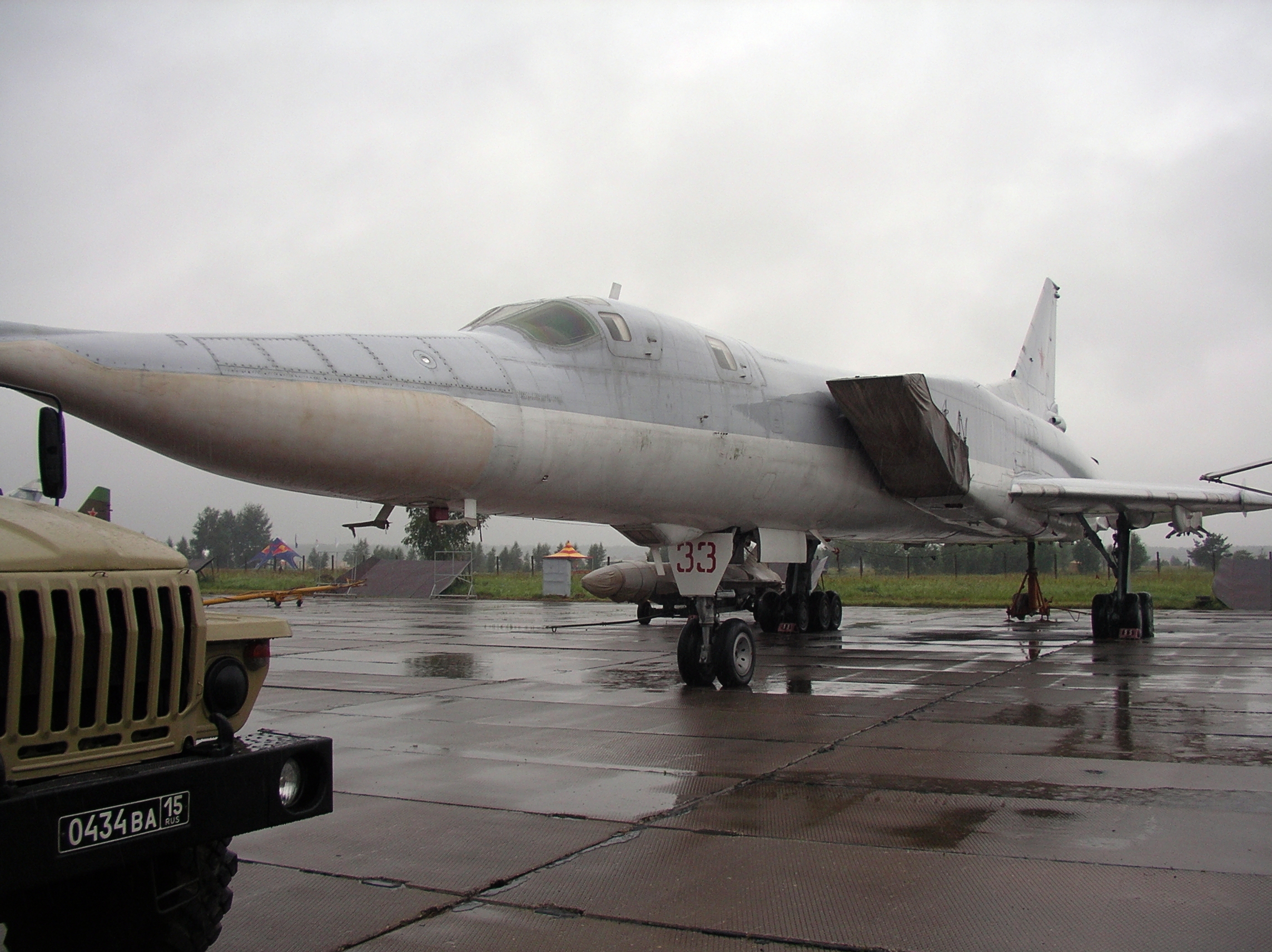
Tu-22M Backfire
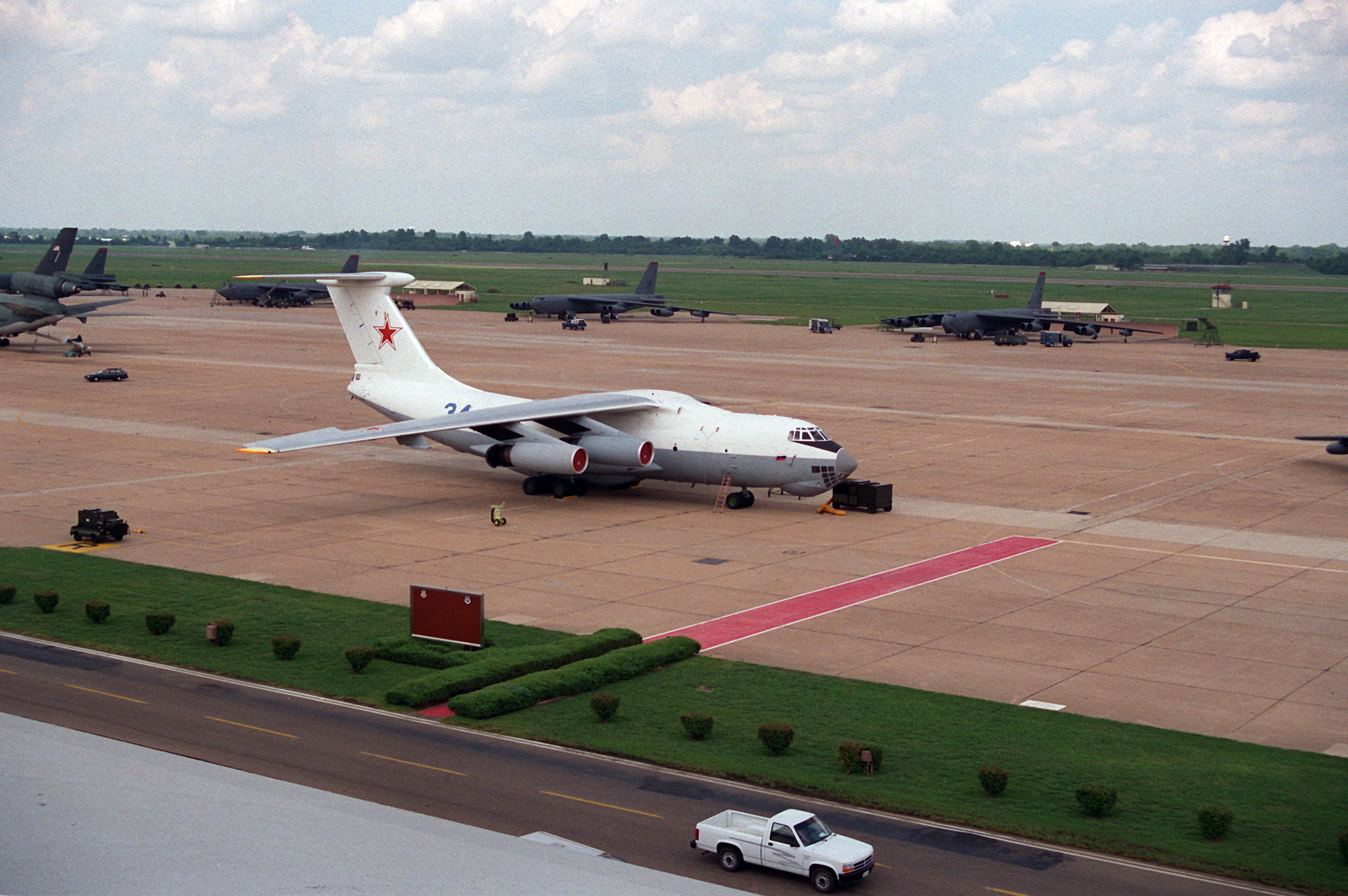
Il-78 Midas
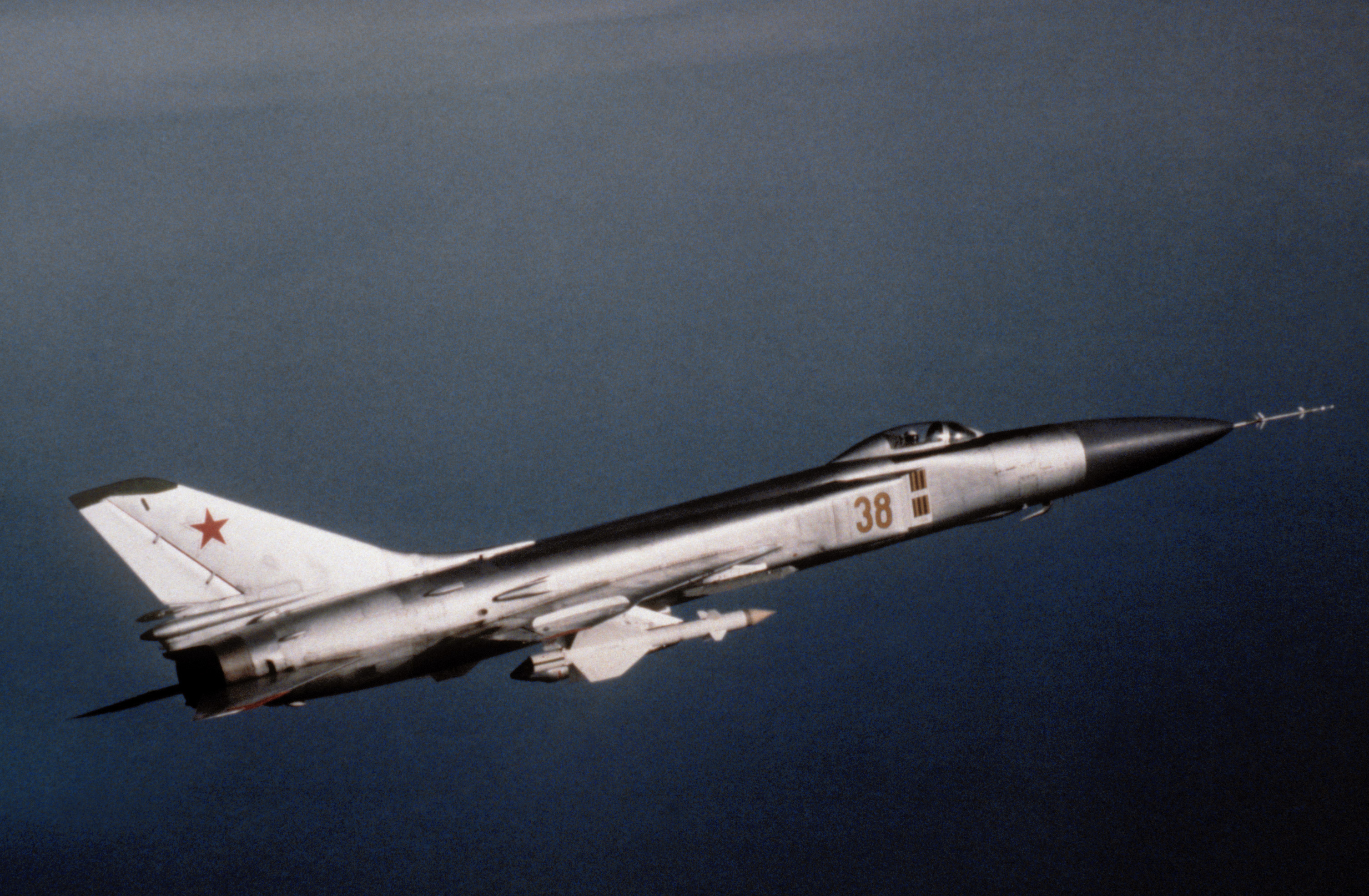
Su-15 Flagon-E